# Formby
Formby – miasto w Anglii, w hrabstwie ceremonialnym Merseyside, w dystrykcie metropolitalnym Sefton. Leży 19 km na północ od centrum Liverpool i 303 km na północny zachód od Londynu. Miasto liczy 24 996 mieszkańców.